# Wodospady Varone
Wodospady Varone (wł. Cascate del Varone) – ciąg wodospadów powstałych na potoku Magnone w gminie Tenno, w autonomicznej prowincji Trydent w północnych Włoszech.

## Położenie
Wodospady znajdują się ok. 3 km od miejscowości Riva del Garda, przy drodze krajowej SS421 w kierunku Ponte Arche. Leżą na terenie prywatnego parku przyrodniczego o nazwie Cascate del Varone. Tworzy je potok Magnone, który spływa doliną Ravizze i uchodzi do jeziora Garda. Jego wody pochodzą z podziemnych wycieków z położonego wyżej jeziora Tenno, które na krótko wnikają w wapienny masyw, a następnie wypływają na powrót, tworząc wodospad. Nazwa Varone pochodzi od nazwy przysiółka (Varone) wioski Riva del Garda, położonej w pobliżu.

## Geneza
Po wycofaniu się lodowca w górę doliny Garda – Sarca i jednoczesnym zaniku jego bocznych ramion, wody spływające z bocznych dolin, takich jak dolina Tenno-Ballino, zyskały znacznie większy spad, co przyczyniało się do intensywnej erozji podłoża. Przez kilkanaście tysięcy lat, a może nawet więcej, woda bogata w piasek, kamyki i żwir rzeźbiła skalną ścianę. Erozja naturalnie miała różne skutki w zależności od lokalnej twardości skały, a także nasilała się tam, gdzie ciek koncentrował się w naturalnych zagłębieniach, a zwłaszcza pęknięciach skały.
W twardych skałach, takich jak skały Varone (wapienie jurajskie), erozja koncentruje się zawsze wzdłuż wąskich i głębokich szczelin, poszerzając je i pogłębiając. Wody, opadając z kolejnych uskoków skalnych, tworzyły wiry. Wirująca woda, pełna zawieszonych cząstek piasku, działała jak wielka ściernica, szlifująca boki powstającego wąwozu i pogłębiająca go coraz bardziej, tworząc kotły eworsyjne. Systematycznie obrywanie się skał, tworzących próg wodospadu, powodowało jego cofanie się w górę toku wody i wydłużanie powstałego poniżej niego wąwozu.
Dziś wąwóz ma głębokość 55 metrów w części dolnej, a w górnej osiąga głębokość 73 metrów. Skok wodospadu osiąga w sumie 98 metrów wysokości. Działalność erozyjna wodospadu trwa do dziś, a jego cofanie się jest obliczane na średnio około dwóch milimetrów rocznie.

## Turystyka
Już w połowie XIX w. wodospad i prowadzący do niego wąwóz stały się znane wśród turystów, jednak ci byli praktycznie pozbawieni możliwości łatwego do nich dostępu. Umożliwiło im go dopiero wybudowanie ciągu kładek, biegnących wąwozem ponad tokiem spływającego nim potoku.
Kładka, która wchodzi do wąwozu poniżej wodospadu, została otwarta 20 czerwca 1874 r. „Ojcami chrzestnymi” byli Jan Wettyn, król Saksonii i książę Czarnogóry Mikołaj I, którzy byli na wakacjach w pobliżu Riva del Garda, a sama uroczystość pozostała na długo w pamięci okolicznych mieszkańców.
Od tego czasu wizyta u wodospadu stała się obowiązkową dla wszystkich turystów przebywających nad Gardą. W rejestrze gości pojawiają się nazwiska koronowanych głów, polityków, pisarzy i artystów. Byli wśród nich „Majowy król” Włoch Humbert II, cesarz Franciszek Józef I i włoski pisarz i polityk Gabriele D’Annunzio. Andrea Maffei (1798–1885), znany włoski poeta, wybitny tłumacz i librecista, który dzieciństwo spędził w pobliskim Riva del Garda, poświęcił kaskadom jeden ze swych sonetów. Bywali tu pisarze Franz Kafka, Thomas Mann oraz wielu innych. Thomas Mann przebywał w Riva del Garda między 1901 a 1904 rokiem i najwyraźniej wodospad i wąwóz wywarły na nim spore wrażenie, czemu dał wyraz w jednym z fragmentów powieści Czarodziejska góra.
Wejście do wodospadu zostało zaprojektowane przez architekta Maroniego na początku XX wieku. Dziś całe otoczenie stanowi niewielki, tarasowaty ogród, pełen klombów i kwiatów. Przy wejściu znajduje się niewielki parking. Wejście jest płatne.